# Dalriada

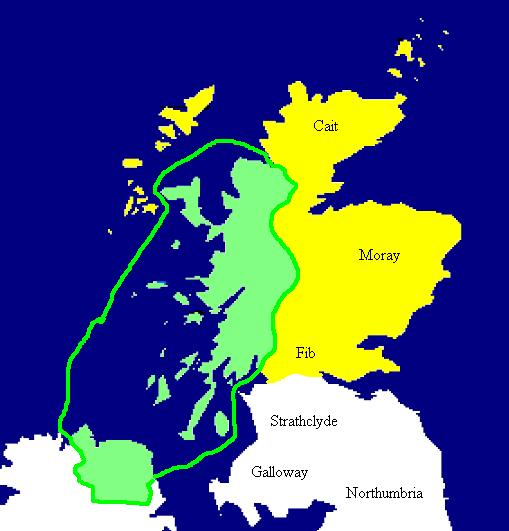
Karte des Königreichs Dalriada um 590 (grün); gelb das Gebiet der Pikten

Dalriada [dælˈriːədə] (altirisch: Dál Riata) war ein Kleinkönigreich keltischer Skoten. Es erstreckte sich in den Jahren 300 bis 800 über den Nordosten Irlands, primär die Grafschaft Antrim, und den mittleren Westen Schottlands.

## Geschichte
Ursprünglich waren die Skoten in der irischen Provinz Ulster ansässig, erweiterten ihr Gebiet aber dann jenseits des North Channel in die Grafschaft Argyll. Das Datum der Erstkolonisation des schottischen Teils ist unsicher. Die „Geschichte der Männer Schottlands“ (Senchus Fer nAlban), ein altirischer Text aus dem 10. Jahrhundert, stützt sich auf Material aus der Mitte des 7. Jahrhunderts. „Fergus Mór mac Erc“ und dessen Dynastie kam danach etwa Anfang des 6. Jahrhunderts nach Schottland. Seine Enkel Comgall und Gabran, deren Tod für etwa 550 n. Chr. überliefert wurde, besetzten Cowal und Mid Argyll. Ersteres erhielt sogar seinen Namen von Comgall. Eine erste Blüte erlebte dieses Königreich unter Aidan Mac Gabhráin, der von 574 bis 608 n. Chr. regierte. Er baute eine Flotte auf und führte Raubzüge zur Isle of Man und zu den Orkney durch, verlor allerdings 603 bei Daegsastan eine Schlacht gegen die Angelsachsen. Auch in Ulster geriet Dalriada im Kampf gegen die Könige der Uí Néill (anglisiert O’Neill) in die Defensive (637 Schlacht von Mag Rath/Cath Maige Rátha).

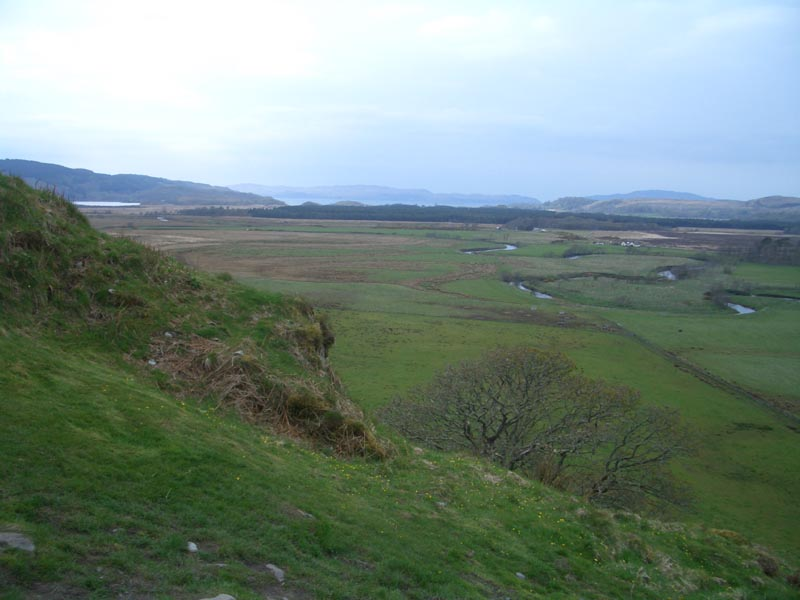
Blick von Dunadd in das Tal des Add in Richtung der Mündung

Der Sitz der frühen Könige von Dalriada war vermutlich der Hügel von Dunadd im Tal des Add in (Argyll and Bute). Das Reich bestand aus drei Unterherrschaften (kindred bzw. cenél): Gabráin, Loaime und Oengusa, denen später die Herrschaft Comgall hinzugefügt wird. In Schottland standen dem Skotenreich neben den Angelsachsen des Königreichs Bernicia und den Briten des Königreichs Strathclyde im Süden vor allem die Pikten im Norden gegenüber. Die Pikten unterwarfen das Skotenreich, wurden von den Skoten aber schnell kulturell adaptiert. Das Königreich wurde nicht nach den Pikten, sondern nach den Skoten Schottland genannt. Sein erster König wurde 843 Kenneth MacAlpin, der das Erbe von Dalriada übernahm. Die Gründung des Klosters auf Iona 563 durch Columban führte zu ersten Christianisierungstendenzen bei den Pikten.

## Beziehungen

### Handelsbeziehungen
Die Beweisstücke für die Schmuckproduktion und das Verarbeiten von Edelmetallen zeigen den Wohlstand, den Kenntnisreichtum und die weit reichenden Handelsbeziehungen. Unter den in Dunadd gefundenen Töpferwaren sind Importe, die von frühgeschichtlichen Plätzen im westlichen Großbritannien und aus kontinentalen Zentren stammen. Töpferware der Klasse D (D-Ware), auf der Töpferscheibe fabrizierte graue Schüsseln, haben ihren Ursprung an der Atlantikküste Frankreichs, vermutlich bei Bordeaux. Töpferware der Klasse E (E-Ware) schließt Gläser, Becher, Schüsseln und Krüge ein, deren Ursprung wahrscheinlich auch im atlantischen Frankreich liegt und die zwischen dem späten 6. und dem 8. Jahrhundert importiert wurde. Die Rekonstruktion der E-Ware von Dunadd ist einzig in Großbritannien und beruht auf umfassenden Ausgrabungen.

### Politische Bedeutung
Die politische Bedeutung Dunadds wird durch den Strukturcharakter angezeigt. R. B. K. Stevenson, der in den 1950er Jahren grub, erkannte in seiner Studie Verteidigungsanlagen, die er Kernforts nannte. Diese umfassen eine relativ kleine Zitadelle, die durch eine Reihe starker peripherer Anlagen geschützt war. Anlagen wie Dunadd scheinen (zur damaligen Zeit) den Status lokaler Handelszentren erreicht zu haben (wie zeitnah auch Gudme in Dänemark); aber es ist unbekannt, ob alle Plätze dieser Periode zugeteilt werden können. Es gibt zudem keine klare Trennung zwischen solchen Plätzen und den kleinen ummauerten Duns mit Außenwerken wie Dún Chonallaich und Dún na Maraig. Die Interpretation Stevensons von Dunadd und Dundurn stießen bei Feschem und Alcock auf Kritik.
Berichte der 1980er-Ausgrabung weisen darauf hin (14C-Daten), dass der früheste Teil Dunadds das oberste ovale Fort ist, das in einer zweiten Phase nach Südwesten erweitert wurde. Die frühste Phase liegt am Übergang vom 5. zum 6. und die zweite vom 6. zum 7. Jahrhundert. Die Endphase, verbunden mit Christison Plateau Fort stammt wahrscheinlich aus dem 8. oder 9. Jahrhundert. Die Bearbeitung der Ogham-Inschriften von Dunadd durch K. Forsyth brachte in der Frage der Interpretationen des Textes keine Klarheit. Eine Verbindung mit dem piktischen Angriff auf Dunadd im Jahre 736 n. Chr. ist nicht herzustellen.

## Nachwirkungen
Das Erbe der Dálriada lässt sich unter zwei Gesichtspunkten zusammenfassen:
- Mit der Gründung ihrer Herrschaft in Schottland brachten sie das Altirische nach Schottland, wobei anzumerken ist, dass zu dieser Zeit die Pikten einer vielleicht älteren, anderen Sprachfamilie angehörten. Die Sprache der Skoten entwickelte sich im Laufe des Mittelalters zum Schottisch-Gälischen und irische Begriffe (wie Dun) sind in Westschottland häufiger als im Rest des Landes anzutreffen.
- Da sich die Dálriada im Westen und Norden Schottlands politisch weitgehend durchsetzen konnten, schufen sie eine kulturelle Einheit Irlands und West-Schottlands (oder stellten sie wieder her), die bis zum frühen 17. Jahrhundert nachweisbar ist.